# K-Y凝膠

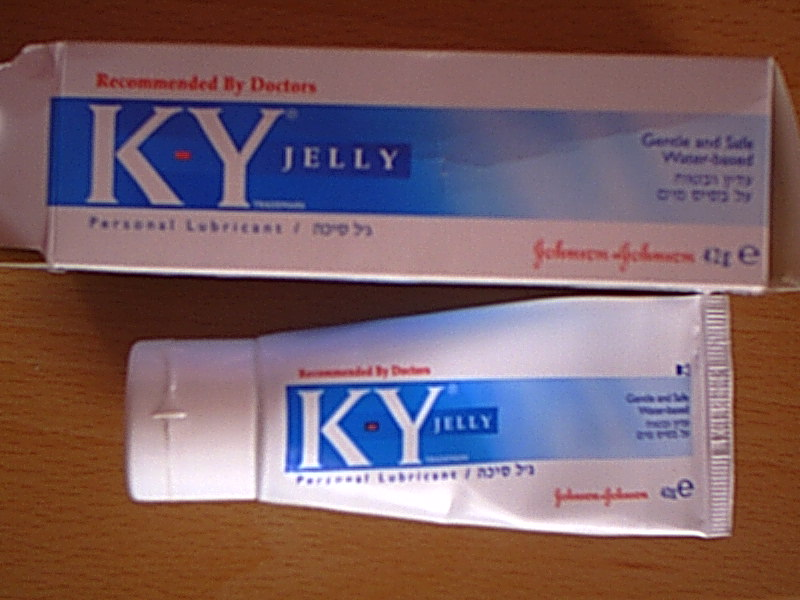
K-Y凝膠

K-Y凝膠（K-Y Jelly）是水基的、水溶性的润滑剂，常用做性交用的润滑剂。K-Y品牌下有多不同的產品及配方，也有些是非水溶性的润滑剂。

## 歷史
依照公司的資料「K-Y此一品牌名稱的來源不可考，有一種說法是因為在肯塔基（Kentucky）出現的，因此稱為K-Y，另一種說法是這二個字表示其中的主要成份，這二個說法都未獲證實。」。
K-Y凝膠是在1904年1月由位在紐約的製藥公司以及缝合线製造商Van Horn and Sawtell開始販售，此公司後來被強生公司併購。K-Y凝膠原來的目的是用作外科用潤滑劑，因為其水基的特點，常被醫師選用。此產品目前常被用作人体润滑剂，在進行陰道性行為時補足陰道分泌液润滑的不足 。
2014年時利洁时同意從強生公司購買K-Y的品牌，之後由旗下品牌杜蕾斯開始生產K-Y。

## 特性
K-Y凝膠和以凡士林為基礎的潤滑劑不同，K-Y凝膠有生物惰性，不會和乳膠的保險套或是矽氧樹脂的性玩具反應，也沒有顏色或是氣味。K-Y凝膠不會染色到其他物體上，很容易清理。K-Y凝膠本身黏稠，在使用時有可能會變乾，但再加上水或是唾液就可以再繼續使用
K-Y凝膠中沒有殺精劑，因此不能用來避孕。之前曾有含有殺精成份Nonoxynol-9的K-Y凝膠，但發現Nonoxynol-9會促進HIV的散布，因此此商品後來已不販售。
自從1980年代起，K-Y凝膠已是美國藥房可購得的非处方药。

## 成份
K-Y凝膠中的润滑成份包括甘油及羥乙基纖維素，而殺菌及防腐成份包括氯己定葡萄糖酸鹽、葡萄糖酸内酯、對羥基苯甲酸甲酯及氢氧化钠。而其液態的產品成份有甘油、1,2-丙二醇、山梨糖醇、Natrosol 250H（一種羥乙基纖維素的品牌）等润滑成份、以及苯甲酸、對羥基苯甲酸甲酯及氢氧化钠等添加物。